# Callionymus marleyi
 Callionymus marleyi és una espècie de peix de la família dels cal·lionímids i de l'ordre dels cipriniformes que es troba des del sud del Mar Roig fins al Cap de Bona Esperança, el Golf Pèrsic i el sud-oest de l'Índia.